# タイムスリップ! 恐竜時代
『タイムスリップ! 恐竜時代』（タイムスリップ! きょうりゅうじだい、原題: Chased by Dinosaurs）は、インポッシブル・ピクチャーズ製作のモキュメンタリー番組シリーズ。全2回。2002年の暮れと2003年の年始にイギリスの BBC One で放送され、2004年春には日本のNHK教育でも放送された。
1999年に放送された『ウォーキングwithダイナソー〜驚異の恐竜王国』の特別編として製作された作品のひとつである本作は、イギリスの野生動物プレゼンターであるナイジェル・マーヴェンが恐竜時代にタイムスリップして、旅先で出会う様々な恐竜たちを紹介していく作品である。なお、ナイジェルが先史時代を冒険する作品は本作の後に『続 タイムスリップ! 恐竜時代 古代の海へ』や『プレヒストリック・パーク 〜絶滅動物を救え!〜』などが製作されている。

## キャスト・登場人物
ナイジェル・マーヴェン
吹替：渡辺徹（放送時）／大塚芳忠（DVD版）
様々な生き物を求めて世界中を旅する動物学者で探検家。彼の夢である現代では見ることのできない珍しい動物たちに会うべく遙かな時を越えて恐竜時代へと旅に出る。
撮影スタッフたち
ナイジェルの冒険に同行する撮影チーム。ナイジェルの大胆な行動や恐竜たちに時折翻弄されることがある。

## 内容
第1回 巨大なツメの謎
原題 - The Giant Claw
初放送 - 2002年12月30日（イギリス）、2004年5月20日（日本）
長さ1メートルに達する爪を持った恐竜テリジノサウルスの正体を探るべく、ナイジェルが7500万年前のゴビ砂漠へタイムトラベルする。道中で遭遇した小型恐竜を捕獲しながら、ナイジェルはテリジノサウルスと遭遇する。
第2回 地上最大の恐竜を追え
原題 - Land of Giants
初放送 - 2003年1月1日（イギリス）、2004年5月27日（日本）
ナイジェルは史上最大の恐竜とされるアルゼンチノサウルスを求め、1億年以上前のアルゼンチンへ旅をする。 オルニトケイルスと共に小型飛行機で空を飛び、獣脚類ギガノトサウルスや巨大ワニサルコスクスから逃げながら、ナイジェルはアルゼンチノサウルスを捜索する。

## 登場する生き物
太字は各話のタイトルにも示される、冒険の最大の目的となった生物。

### 第1回 巨大なツメの謎
- テリジノサウルス
- サウロロフス
- プロトケラトプス
- ヴェロキラプトル
- モノニクス
- アズダルコ
- タルボサウルス

### 第2回 地上最大の恐竜を追え
- アルゼンチノサウルス
- サルコスクス
- イグアノドン
- ギガノトサウルス
- プテラノドン
- オルニトケイルス

## ロケ地
| 各話 | ストーリー上の旅先    | 撮影場所                                                   |
| ---- | --------------------- | ---------------------------------------------------------- |
| 1    | 7500万年前のモンゴル  | オーストラリアのフレーザー島                               |
| 2    | 1億年前のアルゼンチン | カナリア諸島のテネリフェ島、サンタ・クルス・デ・ラ・パルマ |

## 展開

### 放送
イギリスでは BBC One で2002年から2003年にかけての年末年始に放送された後、2003年8月に再放送された。日本では2004年5月に放送された後、2005年1月1日にメイキング映像と共に75分枠のスペシャル版として再放送された。翌日には本作の続編である『続 タイムスリップ! 恐竜時代 古代の海へ』が同様の75分枠で放送された。

### DVD
2本のスペシャルは、イギリスでは "Land of Giants/The Giant Claw" というタイトルでDVDがリリース発売された。2004年3月8日にBBCワールドワイドから "The Big Dinosaur Box" の第3タイトルとされており、これまでにリリースされた "Walking with Dinosaurs" と "The Ballad of Big Al" と同梱されていた。このセットは2013年に新たなパッケージデザインを加えられて "The Walking with Dinosaurs Box Set" として再発売された。
全5エピソードに分割されたのエピソードを含む北米版 "Chased By Dinosaurs" は、2004年10月5日にBBCワールドワイドが発売した。 2014年には新しいデザインで再発売された。
日本では2005年1月28日に『ウォーキングwithダイナソー タイムスリップ!恐竜時代』のタイトルでショウゲートからDVDが発売された。2020年2月1日には新パッケージで再発売された。

## 受賞
- 2003年英国アカデミー賞テレビ部門視覚効果賞[15]